# Stefan Stasse
Stefan Stasse (Amsterdam, 28 februari 1960) is een Nederlands radiopresentator bij NPO Radio 5. Daarnaast is hij als voice-over een van de vaste stemmen van NPO Radio 2 en is hij acteur.

## Biografie
Stasse werd in de Amsterdamse Watergraafsmeer aan het net gebouwde Aragohof geboren.  Het gezin vertrok snel naar Bussum, maar kwam toch geregeld terug; vader was bestuurslid van de tennisclub op het Linnaeushof. 
Na de middelbare school studeerde hij in de jaren 80 aan de Toneelacademie Maastricht, waar hij in 1984 afstudeerde als docent drama. Eigenlijk vond hij zichzelf niet geschikt al acteur, zo vond hij de auditie al verschrikkelijk. Oudejaarsstudent Pierre Bokma sleepte hem er doorheen.  Ook nadat hij afgestudeerd was, bleef auditie doen een probleem.  Hij was lid van het muziekgezelschap 'Pasklaar'. Hij heeft in de 20e eeuw diverse baantjes gehad. Zo gaf hij onder andere toneelles aan leerlingen van basisscholen en brugklassen.

## Carrière
Toen het toneelgezelschap verdween, reageerde zijn vader voor hem op een vacature bij de KRO; zij zochten iemand voor het hoorspelachtige Schoolradio.  Hij mocht komen. Daar mocht hij vervolgens programma's als Heksennest en Popeye presenteren.
Hij kwam in 1986 in dienst bij  KRO radio. Hij werkte daar mee aan diverse radioprogramma's. Ook een overstap richting televisie zat er wel in; hij werd ingeschakeld voor Raar maar waar, de experimenteerfase van Ook dat nog!.  Van 1995 tot 1998 was hij eindredacteur van de programma's Country Time, Niemandsland, Adres onbekend en Goudmijn. Ook werkte hij tot eind september 1991 voor KRO Radio 3 op de tot dan vaste uitzenddag zondag. Rond het jaar 1996 kwam Stasse met een idee voor een nieuw radioprogramma. Het plan was om iedere uitzending naar een dag in het verleden te kijken. Dat programma, dat zou uitgroeien tot het Theater van het sentiment, begon één keer per week met uitzenden. Later werd het in de avondprogrammering opgenomen en ging de frequentie van één naar vier keer in de week op Radio 2. 
In 2013 verhuisde het programma naar NPO RADIO 5. 
Sinds 2013 presenteert Stasse op NPO Radio 2 voor KRO-NCRV van maandag t/m donderdag van 20:00 tot 22:00 uur De Staat van Stasse en op zondag Goudmijn van 14:00 tot 16:00 uur op NPO Radio 5. In 2017 dreigde De Staat van Stasse te verdwijnen in de strijd rondom Annemieke Schollaardt en Rob Stenders, luisteraars regeerden furieus.  Het programma sneuvelde uiteindelijk deels op eigen verzoek bij zijn definitieve overstap naar Radio 5 in 2023.  Tijdens de NPO Radio 2 Top 2000 was hij jaren een van de vaste presentatoren. In de editie van 2014 verzorgde hij de voice-over. Tijdens de editie van 2019 gaf hij uitzendtijd aan de opkomende presentatrice Emmely de Wilt. Zij verving hem omdat hij hartproblemen had. In 2023 verdween De Staat van Stasse; Stasse zelf begon bij Radio 5 opnieuw met Magical Mystery Tour, naar het gelijknamige studioalbum Magical Mystery Tour van The Beatles.  Stasse wil radio maken zoals Paul McCartney platen.  Op Radio 2 blijft hij nog wel de zenderstem. 
Stefan Stasse treedt sinds 2011 op als rekenmeester en presentator in het televisieprogramma De Rekenkamer van de KRO. In dit programma werd uitgerekend wat de werkelijke kostprijs is van bijvoorbeeld een uitvaart, een kat, vliegtickets, een gratis app en nog vele andere zaken.
In Toren C speelt hij soms mee als kantoormedewerker.
Naast zijn werk als presentator-dj is Stasse ook in het theater te zien. In 'Aangeraakt door Liefde' declameert hij teksten van wereldberoemde schrijvers. Het programma is in samenwerking met onder andere Carmen Sars die haar eigen teksten over de liefde zingt.
In 2022 vertolkte Stasse de rol van Andries in de BNNVARA-serie Tropenjaren. In 2024 werd Stasse als verslaggever toegevoegd aan het team van het tv-programma Keuringsdienst van Waarde.

## Privé
Stasse is de oom van de actrices Carice en Jelka van Houten. In juli 2020 legde hij tijdelijk zijn werk neer in verband met een hartinfarct. Het maakte hem onzeker, maar tevens bewust hoe leuk hij zijn werk vond.
- International Standard Name Identifier: 0000 0003 9352 8543
- Nederlandse Thesaurus van Auteursnamen: 073681784
- Virtual International Authority File: 287869672
- WorldCat: E39PBJbtqPBmvJjj3xYcjbbw4q

Huidige: · Annemieke Schollaardt · Bart Arens · Carolien Borgers · Evelien de Bruijn · Corné Klijn · Daniël Lippens · Desiree van der Heiden · Dolf Jansen · Eddy Keur · Emmely de Wilt · Evert Duipmans · Jan-Willem Roodbeen · Jeroen Kijk in de Vegte · Jeroen van Inkel · Leo Blokhuis · Martine ten Klooster · Morad El Ouakili · Paul Rabbering · Ruud de Wild · Shay Kreuger ·Tannaz Hajeby · Thomas Hekker · Willemijn Veenhoven
Voormalige: Alfred van de Wege · Andrew Makkinga · Bert Haandrikman · Bert Kranenbarg · Cees van Zijtveld · Cielke Sijben · Daniël Dekker · Edwin Diergaarde · Felix Meurders · Ferry Maat · Frank du Mosch · Frits Sissing · Frits Spits · Gerard Ekdom · Giel Beelen · Gijs Staverman · Hans Schiffers · Henk van Steeg · Jan Paul Grootentraast · Jasper de Vries · Jeanne Kooijmans · Jeroen Mulder · Jetske van Staa · Jurgen van den Berg · Karel van Cooten · Kasper Kooij · Kimberley Dekker · Malou Holshuijsen · Marc Adriani · Marisa Heutink · Mart Smeets · Miranda van Holland · One'sy Muller · Peter Schuiten · Peter van Bruggen · Rick van Velthuysen · Rob Stenders · Roeland van Zeijst · Ron Stoeltie · Rutger Radstaake · Ruud Hermans · Sander de Heer · Sander Guis · Sara Kroos · Simone Walraven · Ted de Braak · Thijs Maalderink · Thomas van Vliet · Timur Perlin · Toine van Peperstraten · Tom Mulder · Will Luikinga · Yora Rienstra· Wouter van der Goes· Frank van 't Hof · Stefan Stasse  ·